# Tufão Yagi (2024)
O tufão Yagi, conhecido nas Filipinas como Tempestade Tropical Severa Enteng, foi um ciclone tropical potente e destrutivo que impactou as Filipinas, China e Vietnã no início de setembro de 2024. Yagi, que significa cabra ou a constelação de Capricórnio em japonês, foi a décima primeira tempestade nomeada e o primeiro tufão violento da temporada anual de tufões. O Yagi foi um dos tufões mais intensos que já atingiu o norte do Vietnã, o tufão mais forte a atingir Hainan durante o outono meteorológico e o mais forte desde o Rammasun em 2014.  Foi um dos mais intensos a atingir o Norte do Vietnã, o tufão mais forte a atingir Hainan durante o outono meterológico, e o tufão mais intenso desde Rammasun em 2014. É um dos quatro supertufões de categoria 5 registrados no Mar do Sul da China, ao lado Pamela em 1954, Rammasun em 2014 e Rai em 2021.
Yagi originou-se de uma área de baixa pressão que se formou em 30 de agosto, aproximadamente 540 km a noroeste de Palau. Em 1 de setembro, o sistema foi classificado como uma tempestade tropical e nomeado Yagi pela Agência Meteorológica do Japão (JMA). Depois de atingir Casiguran, Aurora, nas Filipinas, em 2 de setembro, Yagi enfraqueceu ao se mover para o interior através do terreno acidentado da Cordilheira Central de Luzon. Mais tarde, emergiu sobre o mar da China Meridional e começou a se fundir com uma circulação secundária a oeste do Golfo de Lingayen, com sua convecção profunda começando a envolver e desenvolver bandas convectivas que se estendem a oeste e sul. Em 5 de setembro, a JMA informou que a tempestade atingiu seu pico de intensidade com ventos sustentados de dez minutos de 195 km/h e uma pressão central de 915 hPa. Posteriormente, atingiu o pico como um supertufão equivalente à categoria 5 na escala Saffir-Simpson, com ventos sustentados de um minuto de 260 km/h. Depois de enfraquecer durante um ciclo de substituição da parede do olho, Yagi reforçou ligeiramente antes de atingir a costa perto de Wenchang, na província chinesa de Hainan, Em 6 de setembro. Yagi passou pelo norte de Hainan e diretamente sobre Haikou, antes de atingir brevemente o Condado de Xuwen, na província Continental de Guangdong, e se mudar para as águas abertas do Golfo de Tonkin. Atingiu a costa de Haiphong e Quảng Ninh, no Vietnã, em 7 de setembro, e deslocou-se para sudoeste para o interior, até ser anotado pela última vez em 9 de setembro. Os remanescentes de Yagi começaram a seguir em direção ao norte do Oceano Índico, levando o Departamento Meteorológico da Índia a monitorá-lo como uma circulação ciclônica sobre Mianmar em 11 de setembro. No dia seguinte, a perturbação consolidou-se numa zona de baixa pressão bem marcada.
A combinação de Yagi e a monção sudoeste levou a fortes chuvas sobre Luzon, causando inundações repentinas generalizadas em várias áreas. O Observatório de Hong Kong emitiu um aviso de vendaval ou tempestade N.º 8 para Hong Kong quando o tufão Yagi se aproximava. A ilha chinesa de Hainan sofreu chuvas extremas e mais de 57.000 edifícios foram danificados lá. Em preparação para o tufão Yagi, escolas e serviços de transporte em áreas na trajetória da tempestade foram fechados. No Vietnã, mais de 50.000 casas foram danificadas e 296 pessoas morreram, com mais 38 estão desaparecidas. Os remanescentes de Yagi causaram inundações catastróficas e deslizamentos de terra em Mianmar, onde ocorreram 236 mortos e 77 desaparecidos. Esses remanescentes também causaram extensas inundações e mortes no Laos e na Tailândia. No total, o tufão causou 603 mortes, 2.156 feridos, e deixou pelo menos 141 pessoas desaparecidas, tornando-se o tufão mais mortal do Pacífico desde o tufão Haiyan. Yagi causou danos de 13 990 080 000 USD em oito países e territórios.

## História meteorológica
As origens do tufão Yagi remontam a 30 de agosto, quando a Agência Meteorológica do Japão (JMA) informou que uma área de baixa pressão havia se formado a aproximadamente 540 km a noroeste de Palau. A vasta área de baixa pressão começou a organizar-se e a transformar-se numa depressão tropical a 31 de agosto. A actividade de convecção profunda concentrou-se em torno de um centro de circulação, que se encontrava num ambiente favorável, com excelente escoamento para o equador e para os polos e temperaturas quentes da superfície do mar de 29-30 Cº. Em 1 de setembro, a atmosfera, A Geophysical and Astronomical Services Administration (PAGASA) declarou o sistema uma depressão tropical e nomeou-o Enteng, uma vez que se formou na área de responsabilidade das Filipinas. Às 03:00 UTC daquele dia, o Centro Conjunto de Alerta de tufões dos Estados Unidos (JTWC) emitiu um alerta de formação de ciclones tropicais devido ao facto de o seu centro de circulação de baixo nível se ter tornado bem definido com bandas formativas nos quadrantes Norte. Algumas horas depois, o sistema foi classificado como depressão tropical 12W, exibindo uma circulação de baixo nível de consolidação rápida, um nublado denso central compacto (CDO), e bandas convectivas profundas sobre o semicírculo ocidental; em seguida, intensificou-se em uma tempestade tropical e foi nomeado Yagi pela JMA. Yagi então deslocou-se para noroeste ao longo da borda sudoeste de uma alta subtropical de nível médio, o que fez com que sua convecção fosse cortada para o norte e deixasse o centro de circulação de baixo nível exposto.

Tufão Yagi atingindo Hainan EM 6 de setembro

À medida que o sistema progredia na costa da Ilha de Luzon, as nuvens mais frias no CDO continuaram a se expandir, e às 14:00 PHT (06:00 UTC) em 2 de setembro, a tempestade atingiu a costa em Casiguran, Aurora. Ao longo das seis horas seguintes, Yagi deslocou-se mais para o interior em Luzon e enfraqueceu à medida que interagia com o terreno acidentado da Cordilheira Central. Às 05:00 PHT de 3 de setembro (21:00 UTC de 2 de setembro), emergiu sobre o mar da China Meridional e começou a fundir-se com uma circulação secundária localizada a oeste do Golfo de Lingayen, com a convecção profunda de Yagi começando a envolver e desenvolver bandas convectivas que se estendem para oeste e sul. Por volta das 06:00 UTC de 3 de setembro, a JMA informou que o Yagi havia se intensificado em uma tempestade tropical severa devido às temperaturas quentes da superfície do mar e ao alto teor de calor do oceano. Cedo no dia seguinte, tanto o JMA quanto o JTWC atualizaram a tempestade para um tufão mínimo quando um olho começou a se formar em imagens de satélite, e Yagi começou a se mover para oeste-noroeste ao longo da borda sudoeste de um nível médio subtropical alto, com um olho de buraco de agulha se desenvolvendo à medida que o tufão sofria uma rápida intensificação.
Em 5 de setembro, o JTWC atualizou o sistema para o status de supertufão com ventos sustentados máximos estimados de 1 minuto de 260 km/h-tornando—o um supertufão equivalente à categoria 5, apenas a quarta tempestade desse tipo no mar da China Meridional, depois de Pamela em 1954, Rammasun em 2014 e Rai em 2021-observando o olho bem definido com um diâmetro de 27,8 km. Enquanto isso, a JMA elevou Yagi a um tufão violento, e estimou que atingiu o pico de intensidade com uma pressão central mínima de 915 hPa, e ventos sustentados máximos de 10 minutos de 195 km/h. Mais tarde naquela manhã, enfraqueceu ao passar por um ciclo de substituição da parede do olho, com a parede do olho interna intacta e a parede do olho externa enfraquecida, antes de se fortalecer ligeiramente e atingir a costa perto de Wenchang, na província de Hainan, por volta das 4h20. hora local em 6 de setembro. Isso fez de Yagi o tufão mais forte a atingir Hainan desde Rammasun em 2014. Depois de atingir a província de Hainan, a estrutura do tufão continuou a apresentar um olho de 39 km de diâmetro, uma parede do olho quase completa e faixas espirais no semicírculo Sul. Yagi passou por Hainan Setentrional e directamente por Haikou, antes de fazer outro desembarque no Condado de Xuwen, na província Continental de Cantão, e entrar nas águas abertas do Golfo de Tonkin. Em 7 de Setembro, Yagi, que se reorganizou constantemente e voltou a intensificar-se rapidamente, com um centro de circulação bem definido e uma convecção muito forte—evidenciada por uma grande faixa de nuvens a -80 Cº ou mais frio na parte sul do sistema—atingiu a costa de Haiphong e Quảng Ninh, Vietnã. A JTWC descreveu-o como histórico, considerando-o um dos tufões mais intensos de sempre a atingir o norte do Vietname. Pouco depois do landfall, o JTWC interrompeu os avisos no sistema devido ao aquecimento dos topos das nuvens e a um recurso de preenchimento dos olhos das nuvens. Yagi continuou a enfraquecer rapidamente à medida que se movia para sudoeste ao longo da borda sudeste de uma alta subtropical de nível médio depois de atingir a costa, tornando-se uma depressão tropical em 8 de setembro. A JMA continuou a monitorizar o sistema até que este foi anotado pela última vez às 18:00 UTC desse dia.

## Preparações

### Filipinas
Como a Administração de Serviços Atmosféricos, Geofísicos e Astronômicos das Filipinasa (PAGASA) começou a rastrear Yagi (conhecido como "Enteng" nas Filipinas) como uma depressão tropical em 1 de setembro, o sinal de vento do Ciclone Tropical Nº. 1 foi levantado no leste de Visayas; algumas partes da região de Bicol; porções orientais de Cagayan e Isabela; porções do Sul de Quirino e Nueva Vizcaya e Quezon do Norte. Pouco depois de Yagi se tornar uma tempestade tropical, o PAGASA levantou o sinal Nº 2 para a porção nordeste de Camarines Sur, toda a província de Abra; Apayao; Ilhas Babuyan; Cagayan; Ilocos Norte; Ifugao; Isabela; Kalinga; Província de Montanha; Ilhas Polillo; e Quirino, e porções do Norte de Aurora; Camarines Norte; Ilocos Sul; e Nueva Vizcaya. A agência também acrescentou Benguet; La Union; Nueva Ecija; Rizal; Laguna; Marinduque, algumas partes de Batangas; Bulacan; Pampanga; e Pangasinan, bem como Metro Manila para sinalizar o número 1 por causa de rajadas de vento e fortes chuvas causadas pela tempestade. Em 4 de setembro, a maioria dos sinais TCWS foi reduzida pelo PAGASA quando a tempestade deixou a área de responsabilidade das Filipinas.
As aulas na Região Metropolitana de Manila e em várias províncias de Luzon e Visayas foram suspensas nos dias 2 e 3 de setembro. No Aeroporto Internacional de Ninoy Aquino foram igualmente cancelados vários voos domésticos para Bicol, Vale de Cagayan, Mimaropa, Visayas e Península de Zamboanga, enquanto as operações em seis aeroportos regionais foram suspensas. Foram ordenadas evacuações forçadas em Naga, Camarines Sur. Um aviso de evacuação foi levantado para o Rio Marikina depois que o nível da água atingiu 16 metros. Operações de salvamento do MT Terranova, que afundou na Baía de Manila e causou um derramamento de óleo durante o tufão Gaemi (localmente chamado Carina) em julho, também foram suspensos. A Premier Volleyball League adiou o jogo do Campeonato da sua conferência reforçada de 2024, originalmente agendada para 2 de setembro. O sistema de seguros de serviços públicos preparou programas de empréstimos de emergência para pessoas atingidas por calamidades. De acordo com o Conselho Nacional de gestão e redução do risco de catástrofes, 80.842 pessoas foram evacuadas preventivamente.

### Hong Kong
Em 3 de setembro, o Observatório de Hong Kong emitiu um sinal de espera Nº. 1 alertando sobre Hong Kong quando Yagi se aproximava do território com a força de um tufão de categoria 4. No dia seguinte, o sinal de vento forte Nº. 3 foi içado e seis voos HK Express foram reprogramados. Mais de 100 Voos também foram cancelados. No início da noite de 5 de setembro foi emitido um sinal de vendaval ou tempestade Nº.8 do Nordeste. Todas as negociações na Bolsa de Valores de Hong Kong foram canceladas em 6 de setembro. A Ponte Hong Kong–Zhuhai–Macau também foi fechada ao tráfego.

### Macau

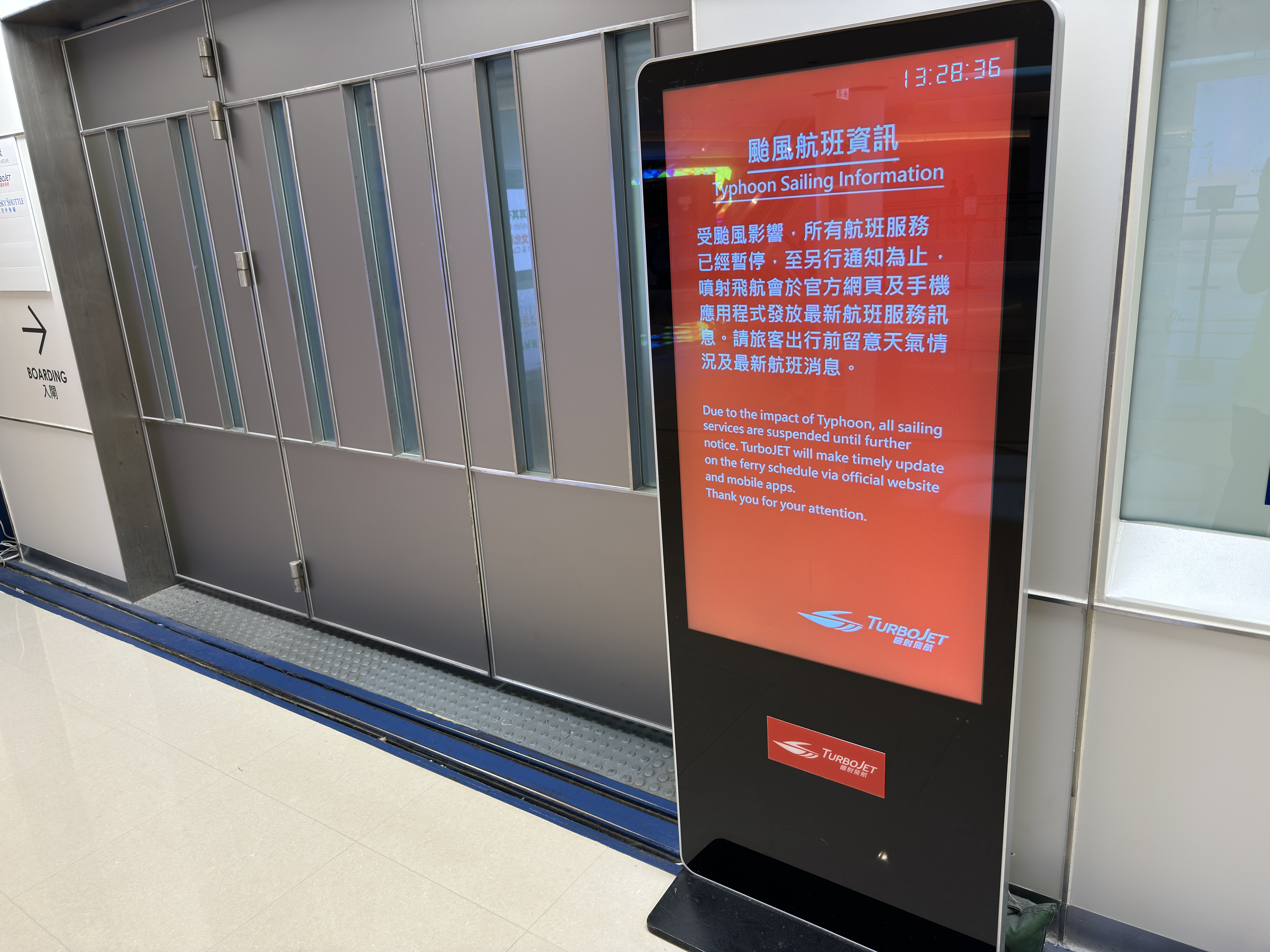
Notificações de cancelamentos turbojato devido a Yagi

Dezenas de voos no Aeroporto Internacional de Macau, na ilha da Taipa, foram cancelados. As escolas foram fechadas e os Serviços de ferry para a Ilha de Hong Kong foram suspensos. Todas as três pontes que ligam a Península de Macau à Ilha da Taipa foram fechadas, enquanto um aviso de Tufão Nº.8 foi emitido sobre o território.

### China
Em preparação para o Yagi, as escolas foram encerradas em toda a província de Hainan em 5 de setembro e as suspensões ao transporte local e ao transporte marítimo ocorreram no dia seguinte. Esperava-se que a tempestade atingisse a costa perto de Qionghai. Na província de Guangdong, todas as atracções e actividades costeiras foram canceladas juntamente com os voos no Aeroporto de Zhuhai Jinwan. Mais de 420.000 pessoas foram evacuadas em Hainan, enquanto cerca de 500.000 outras foram evacuadas em Guangdong. Também foram emitidos avisos de emergência nas zonas costeiras do Sul da província de Guangxi.

### Vietnã
O Centro Nacional de previsão Hidro-meteorológica previa que o tufão Yagi chegua-se ao Vietname entre as zonas de Ninh e Haiphong. Em resposta, as autoridades desaconselharam a pesca em águas perigosas, organizaram reuniões ao ar livre, e recomendaram o reforço das defesas domésticas e a inspecção dos diques, especialmente nos locais de desembarque. Doze províncias do norte ordenou escolas de fechar a antecipação dos impactos do tufão, abrangendo, pelo menos 6,5 milhões de estudantes, inclusive em Haiphong, Quảng Ninh, Bac Giang, Nam Định, Thái Bình, Hanói, Ha Nam, Ph3x e Ninh Binh. Todas as localidades costeiras, desde Quảng Ninh a Nghệ An, proibiram a exploração de navios, tendo sido cancelados cerca de 310 voos domésticos e internacionais programados para 7 de setembro. Cerca de 50 000 pessoas foram evacuadas das zonas costeiras do Norte do Vietname.
Aeroportos, incluindo Nội Bài (Hanói), Cát Bi (Haiphong), Vân Đồn (Quảng Ninh), e Thọ Xuân (Thanh Hóa) foram convidados a suspender temporariamente as operações em setembro 7, durante períodos de tempo específicos. Na manhã de 6 de setembro, um dia antes de se esperar oficialmente que o tufão chegasse ao Vietname, O Primeiro-Ministro Pham Minh Chính emitiu uma directiva urgente a numerosas províncias e cidades, bem como aos ministros competentes, instando-os a tomar medidas imediatas para responder e minimizar os danos causados pela tempestade. Os Serviços de Ferries entre o continente e o Vietname sul do Vietname foram igualmente suspensos a partir de 6 de setembro. O Ministério da indústria e Comércio instruiu as autoridades locais a armazenarem bens essenciais durante cinco a dez dias. Foram suspensas doze rotas ferroviárias no sistema ferroviário Norte-Sul. O Exército Popular do Vietname mobilizou 460 000 pessoas para ajudar na resposta a catástrofes. Um jogo amistoso de futebol entre a Tailândia e a Rússia, agendado no Estádio Nacional m Hanói foi cancelada em 7 de setembro.

### Em outros lugares
Foram emitidos avisos de chuva forte e inundações em Laos, Camboja e Tailândia. Esperava-se também que as chuvas afetassem partes de Mianmar na fronteira com o Laos e a Tailândia. Um aviso de enchente foi emitido pela Mekong River Commission em Luang Prabang em 12 de setembro. Avisos de enchentes também forma emitidos em 14 de setembro em Vientiane, Nong Khai, e Chiang Khan.

## Impacto
| País              | Mortos | Feridos      | Desaparecidos | Custo danos (USD) |
| ----------------- | ------ | ------------ | ------------- | ----------------- |
| Filipinas         | 21     | 22           | 26            | ≥$60,08 milhão    |
| Hong Kong         | 0      | 9            | 0             | Desconhecido      |
| Macau             | 0      | 2            | 0             | Desconhecido      |
| China Continental | 4      | 95+          | Desconhecido  | ≥$12,3 bilhões    |
| Vietnã            | 296    | 1,917+       | 38            | ≥$1.63 bilhão     |
| Laos              | 4      | Desconhecido | Desconhecido  | Desconhecido      |
| Tailândia         | 42     | 111          | Desconhecido  | Desconhecido      |
| Mianmar           | 236    | "centenas"   | 77            | Desconhecido      |
| Total             | 603    | 2.156        | 141           | ≥$13 990 080 000  |

### Filipinas

Yagi passando pelas Filipinas em 1 de setembro

Yagi combinado com os efeitos da monção sudoeste, resultou em 20 mortes, 22 feridos e 26 pessoas desaparecidas. Yagi causou inundações na Região Metropolitana de Manila e nas províncias de Bulacan, Camarines Norte, Camarines Sur, Cavite, Laguna, Samar do Norte, Pangasinan e Rizal. Na Baía de Manila, vários navios encalharam ao largo da costa de Navotas, enquanto outros dois colidiram entre si, provocando um incêndio num dos navios. Uma barcaça encalhou também em Rosario, Cavite. O Presidente Bongbong Marcos realizou inspecções aéreas na Barragem de La Mesa, em Marikina, e Antipolo, anunciando que foram atribuídos mais de  ₱16 milhões em ajuda humanitária às zonas mais atingidas.
Na Região Metropolitana de Manila, Calabarzon e Bulacan, cerca de 28.000 pessoas perderam eletricidade. Foi declarado um estado de calamidade em Camarines Sur, na cidade de Naga e em Allen, no norte de Samar, devido às inundações causadas por Yagi. O NDRRMC informou que a tempestade afetou 2.828.710 pessoas e deslocou 80.842, resultando em danos totais no valor de 2,61 mil milhões de euros. Isto inclui  ₱1,91 mil milhões em perdas agrícolas e ₱698,9 milhões em danos infra-estruturais. A tempestade afetou 7.622 casas, com 493 completamente destruídas, causou quedas de energia em 65 cidades e municípios, bloqueou estradas em 175 locais e tornou 31 pontes intransitáveis.
Além disso, a tempestade danificou 20.956, 99 hectares de culturas. As barragens Ambuklao e Binga em Benguet, Bem como as barragens Bustos e Ipo em Bulacan foram abertas para compensar o aumento dos níveis de água trazidos por Yagi, enquanto a Barragem de La Mesa em Quezon City transbordou, levantando preocupações sobre as inundações no Rio Tullahan. O Departamento de Bem-Estar Social e Desenvolvimento informou que foram distribuídos às famílias afectadas bens de assistência e socorro avaliados em ₱700 milhões. Embora Yagi tenha se afastado da área de responsabilidade das Filipinas, seu vale continuou a trazer chuvas para o norte de Luzon. Em 4 de setembro, o pequeno asteróide 2024 RW1, provisoriamente conhecido como CAQTDL2 e medindo cerca de 1 m de tamanho, entrou na atmosfera da terra sobre as Filipinas; Foi descoberto por Jacqueline Fazekas no Catalina Sky Survey, financiado pela NASA, embora observar a bola de fogo resultante do solo fosse um desafio devido ao tufão Yagi.

### Hong Kong e Macau
Em Hong Kong, Yagi feriu nove pessoas e deslocou 270. houve 79 relatos de árvores caídas. Em 6 de setembro de 2024, foi comunicada uma trombeta nas águas orientais do território. Duas pessoas ficaram feridas em Macau, enquanto outras dez foram deslocadas.

### China
Quatro pessoas morreram e 95 ficaram feridas em Hainan depois de Yagi ter desembarcado na ilha. Foram igualmente notificadas quedas de energia que afectaram cerca de 830 000 famílias e árvores abatidas. Até 7 de setembro, 1,2 milhões de pessoas continuavam sem energia. Quase todo o Hainan registou chuvas superiores a 200 mm, com Haikou a registar cerca de 525 mm de chuva. As autoridades chinesas estimaram que as perdas económicas em Hainan atingiram CN$59 mil milhões, enquanto os danos causados às infra-estruturas totalizaram CN$728 milhões, resultando em danos totais no montante de CN$59,73 mil milhões. Cerca de 57 000 casas foram destruídas ou danificadas.
Yagi também causou inundações na província de Yunnan, afetando 814 casas e deslocando 2.130 residentes no Condado Autónomo de Hekou Yao.

### Vietnã

Tufão Yagi fazendo landfall sobre Haiphong e Quang Ninh, Vietnã em 7 de setembro

Depois de atingir a costa em 7 de setembro, Yagi matou pelo menos 292 pessoas, feriu 1.908 e deixou 38 desaparecidas. Quarenta e quatro mortes foram causadas por deslizamentos de terra. Cerca de 3.300 casas foram danificadas em todo o país, juntamente com a submersão de 120.000 ha de arrozais e a destruição de 1.000 pescarias. Em Hanói, quatro pessoas morreram, algumas casas desabaram, muitas outras perderam os telhados, e 24.800 árvores foram arrancadas. Também ocorreram quedas de energia em Quang Ninh e Thai Binh. Partes de Haiphong foram submersas em 0,5 metros de água, e uma pessoa foi morta lá. Em Quảng Ninh, quatro pessoas morreram e pelo menos 30 barcos foram afundados ou gravemente danificados. A Ilha Cát Bà, um destino de turismo na Baía de Hạ Long Bay, foi devastada; 4.700 edifícios e 21 navios foram danificados, incluindo 130 edifícios com danos severos ou destruídos e 18 navios afundados. A ilha sofreu uma perda total de energia, água, internet e serviço de celular; as ligações de transporte com o continente foram completamente cortadas por três dias até que os serviços de balsa foram retomados em 9 de setembro. Os danos totais na província de Bắc Giang foram estimados em VND 300 bilhões. Danos na província de Thái Nguyên totalizaram VND 600 bilhões.
Nas regiões centrais do Norte e nas zonas montanhosas, os níveis de água em vários rios atingiram níveis perigosamente elevados. Chuvas generalizadas resultaram em chuvas médias de 400 a 600 mm em províncias como Lào Cai, Yên Bá, e Thái Nguyên, com algumas áreas recebendo quase 800 milímetros, provocando inundações catastróficas. O dilúvio causou inundações profundas, deslizamentos de terra generalizados e paralisou as redes de transporte, isolando numerosas comunidades. Dezenas morreram enquanto as obras de socorro e salvamento foram prejudicadas. Ocorreram cortes de energia generalizados nas províncias de Lào Cai, Cao Bằng, and Bắc Kạn, afectando várias centenas de milhares de habitantes.
No dia 8 de setembro, um deslizamento de terra atingiu a cidade de Sa Pa, em Lái Cai, matando seis pessoas e ferindo outras nove. No dia seguinte, um autocarro de passageiros que transportava 20 pessoas foi arrastado para um riacho alagado por outro deslizamento de terra na província montanhosa de Cao Bằng . Na província de Phú Thọ, os danos causados pelo tufão resultaram mais tarde no colapso da Ponte Phong Chau em 9 de setembro, enviando pelo menos 10 carros e duas scooters para o Rio Vermelho. De acordo com o Vice-Primeiro-Ministro  Hồ Đức Phớc,, três pessoas foram resgatadas e 13 pessoas continuam desaparecidas. Inundações que atingem até 1 metro afectaram Hanói e a cidade de Yên Bái, inundaram 18.000 casas na província de Yên Bái e deslocaram 59.000 residentes. As quedas de energia afetaram 5,7 milhões de pessoas. Quase 100 fábricas foram danificadas, levando o primeiro-ministro Pham Dinh Chinh a anunciar um pacote de recuperação de 4,62 milhões US para Haiphong em 8 de setembro. Em 10 de setembro, um deslizamento enterrou a vila de Lang Nu em Lào Cai, matando pelo menos 48 pessoas e deixando 39 outras desaparecidas.
O controlo das inundações por barragens ao longo dos afluentes do Rio Vermelho localizados na China foi sinalizado como uma questão de preocupação diplomática. As autoridades chinesas concordaram em reduzir os picos de inundação a jusante, diminuindo a taxa de descarga de água das barragens a montante e armazenando o excesso de água nos reservatórios. A PVI Insurance Corporation informou que as perdas seguradas preliminares dos clientes da empresa causadas pelo tufão ultrapassaram os 2 biliões de VND até 11 de setembro. A própria empresa continua a trabalhar para avaliar os pagamentos totais. Os valores das acções de muitas companhias de seguros caíram entre 1% e 4,6% na Bolsa de valores da cidade de Ho Chi Minh, em 10 de setembro, em resultado dos danos causados pela Yagi. O sector das Pescas do Distrito de Vân Đồn, Quảng Ninh, registou perdas de equipamento de 2,2 trilhões de VND.
Antes do desembarque de Yagi no país, a tempestade matou uma pessoa, feriu duas e arrancou árvores na cidade de Ho Chi Minh em 4 de setembro. Alguns telhados foram arrancados, juntamente com alguns postes eléctricos, na província de Bình Dương, causando cortes de energia nalgumas zonas em 5 de setembro. Em 6 de setembro, a tempestade arrancou árvores, telhados e letreiros em todo o país, resultando em três mortes e sete feridos.

### Laos
Yagi trouxe fortes chuvas que causaram inundações na província de Luang Namtha, Laos, matando uma pessoa e forçando o fechamento do Aeroporto de Luang Namtha. trezentas pessoas foram evacuadas de 17 aldeias de toda a província. Também ocorreram inundações nas províncias de Luang Prabang, Oudomxay e Bokeo.

### Tailândia
Na Tailândia, 42 pessoas foram mortas; 36 na província de Chiang Rai e seis na província de Chiang Mai. em todo o país, 34.000 famílias foram danificadas, incluindo 11.772 em Phra Nakhon Si Ayutthaya, 10.499 em Chiang Mai, 2.928 em Chiang Rai, 720 em Tak, 576 em Phitsanulok, 361 em Sukhothai e 343 em Ang Thong. Foram afectadas cerca de 9 000 famílias. Em Chiang Rai, 108 pessoas ficaram feridas e ocorreram danos em 46 aldeias em cinco distritos. Ocorreram seis deslizamentos de terra no distrito de Mae Ai, um dos quais matou seis pessoas e feriu outras três. As inundações também danificaram 1.191 casas e 92 lojas em cinco aldeias do distrito de Mae Sai. O Aeroporto Internacional de Chiang Rai foi encerrado devido a inundações.

### Mianmar
Em Mianmar, os remanescentes de Yagi causaram extensas inundações e deslizamentos de terra, que foram considerados os piores a atingir o centro de Mianmar em 60 anos. Televisão estatal confirmou 236 mortos e 77 desaparecidos. As inundações também deixaram centenas de feridos. Pelo menos 240 000 pessoas foram deslocadas em 34 municípios. Partes da ferrovia Yangon–Mandalay foram inundadas, resultando na suspensão das viagens. Na região de Mandalay, 53.972 pessoas foram afectadas. Houve 228 mortes no Município de Yamethin. Fortes chuvas causaram o colapso de uma barragem no Município de Soendin, inundando 20 aldeias com até 2,4 m de água.
No Estado de Shan, 100 pessoas morreram e outras 200 ficaram desaparecidas devido a inundações e deslizamentos de terra em Kalaw. Além disso, 18 membros de uma força de defesa foram mortos por um deslizamento de terra no Município de Pekon,  enquanto outros 14 morreram e mais de 200 casas foram danificadas devido a inundações no Município de Mong Kung. As linhas de comunicação em Tachileik foram cortadas pelas inundações. Pelo menos 26 pessoas, incluindo 20 soilders KNDF e seis civis morreram no Estado de Kayah. Naypyidaw, a capital do país, foi amplamente inundada, com milhares de casas submersas sob até 2,1 m de água da enchente, matando 20 pessoas e afetando 30 aldeias.
A gravidade dos danos levou Min Aung Hlaing, governante militar do país, a apelar para a ajuda externa. Segundo o governo, 3.600 pessoas foram resgatadas.

## Rescaldo

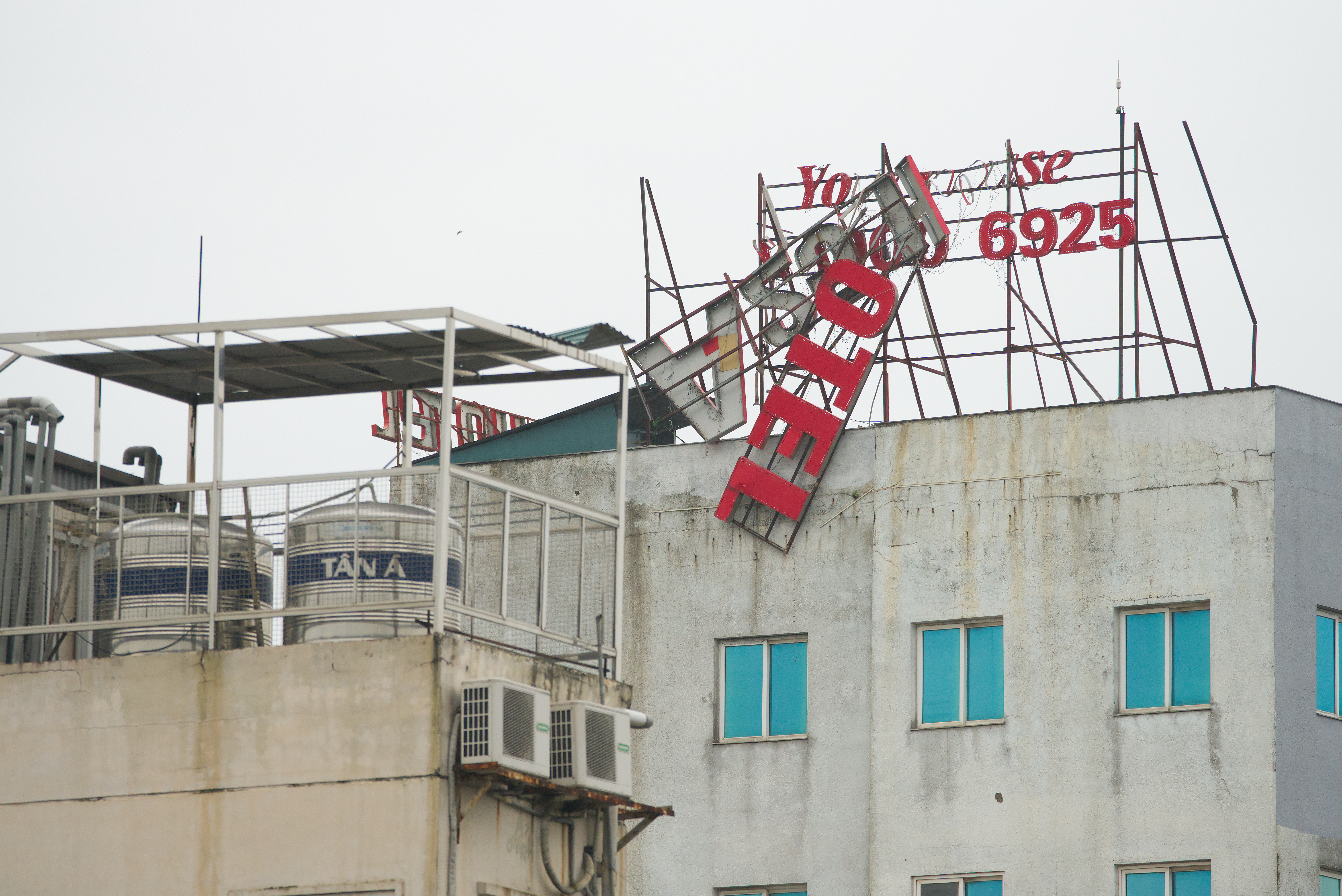
Outdoor destruído pelo tufão Yagi em um Hotel em Hanói, Vietnã

O presidente Bongbong Marcos realizou inspecções aéreas à Barragem de La Mesa, Marikina e Antipolo, anunciando que mais de ₱ 16 milhões de Ajuda Humanitária foram afectados às zonas mais atingidas. O Departamento de Bem-Estar Social e desenvolvimento informou que foram distribuídos às famílias afectadas bens de assistência e socorro avaliados em ₱700 milhões. Foi declarado um estado de calamidade em Camarines Sur, na cidade de Naga e em Allen, no norte de Samar, devido às inundações causadas por Yagi.
Em resposta aos graves efeitos do tufão Yagi, os Estados Unidos prometeram US$1 milhão em ajuda humanitária imediata, enquanto o governo australiano alocou AUD$3 milhões para assistência de emergência e serviços cruciais. Além disso, com cerca de 100 fábricas danificadas, O Primeiro-Ministro do Vietname, Phroporm Minh Ch, anunciou um pacote de recuperação de 4,62 milhões de dólares para Haiphong, e a Agência Suíça para o Desenvolvimento e Cooperação comprometeu 1,17 milhões de dólares e enviou seis especialistas para ajudar nos esforços de recuperação.